# Grades de l'armée grecque
Cet article donne les grades en vigueur dans les Forces armées grecques.

## Armée de terre(Grec:Ellinikós Stratós- Ἑλληνικὸς Στρατός)

### Officiers de l'Armée de terre grecque
| Code OTAN        | OF-10            | OF-9      | OF-8          | OF-7         | OF-6       | OF-5            | OF-4                | OF-3         | OF-2     | OF-1        | OF-1            | OF(D)            | Élève-officier   |
| ---------------- | ---------------- | --------- | ------------- | ------------ | ---------- | --------------- | ------------------- | ------------ | -------- | ----------- | --------------- | ---------------- | ---------------- |
| Grèce (modifier) | pas d'équivalent |           |               |              |            |                 |                     |              |          |             |                 | pas d'équivalent | pas d'équivalent |
| Grèce (modifier) | pas d'équivalent | Στρατηγός | Αντιστράτηγος | Υποστράτηγος | Ταξίαρχος  | Συνταγματάρχης  | Αντισυνταγματάρχης  | Ταγματάρχης  | Λοχαγός  | Υπολοχαγός  | Ανθυπολοχαγός   | pas d'équivalent | pas d'équivalent |
| Grèce (modifier) | pas d'équivalent | Stratigos | Antistratigos | Ypostratigos | Taxiarchos | Syntagmatarchis | Antisyntagmatarchis | Tagmatarchis | Lochagos | Ypolochagos | Anthypolochagos | pas d'équivalent | pas d'équivalent |

### Sous-officiers et hommes du rang de l'Armée de terre grecque
| Code OTAN                        | OR-9                                                    | OR-9                                                    | OR-9                                                    | OR-9                                                    | OR-9                                                    | OR-9                                                    | OR-8                    | OR-8                    | OR-7                   | OR-7                   | OR-6                   | OR-6           | OR-6           | OR-6           | OR-6                  | OR-6                  | OR-5             | OR-5             | OR-5             | OR-5             | OR-5             | OR-5             | OR-4              | OR-4              | OR-3                    | OR-3                    | OR-2             | OR-2             | OR-2             | OR-2             | OR-2             | OR-2             | OR-1                                                        | OR-1                              |
| -------------------------------- | ------------------------------------------------------- | ------------------------------------------------------- | ------------------------------------------------------- | ------------------------------------------------------- | ------------------------------------------------------- | ------------------------------------------------------- | ----------------------- | ----------------------- | ---------------------- | ---------------------- | ---------------------- | -------------- | -------------- | -------------- | --------------------- | --------------------- | ---------------- | ---------------- | ---------------- | ---------------- | ---------------- | ---------------- | ----------------- | ----------------- | ----------------------- | ----------------------- | ---------------- | ---------------- | ---------------- | ---------------- | ---------------- | ---------------- | ----------------------------------------------------------- | --------------------------------- |
| Grèce (Professionnel) (modifier) |                                                         |                                                         |                                                         |                                                         |                                                         |                                                         |                         |                         |                        |                        |                        |                |                |                |                       |                       | pas d'équivalent | pas d'équivalent | pas d'équivalent | pas d'équivalent | pas d'équivalent | pas d'équivalent |                   |                   |                         |                         | pas d'équivalent | pas d'équivalent | pas d'équivalent | pas d'équivalent | pas d'équivalent | pas d'équivalent | Insigne de corps/d'arme seulement                           | Insigne de corps/d'arme seulement |
| Grèce (Professionnel) (modifier) | (ΣΜΥ) (SMY)                                             | (ΕΠΟΠ-ΕΜΘ) (EPOP-EMTh)                                  | (ΣΜΥ) (SMY)                                             | (ΕΠΟΠ-ΕΜΘ) (EPOP-EMTh)                                  | (ΣΜΥ) (SMY)                                             | (ΣΜΥ) (SMY)                                             | (ΣΜΥ) (SMY)             | (ΕΠΟΠ-ΕΜΘ) (EPOP-EMTh)  | (ΕΠΟΠ-ΕΜΘ) (EPOP-EMTh) | (ΕΠΟΠ-ΕΜΘ) (EPOP-EMTh) | (ΕΠΟΠ-ΕΜΘ) (EPOP-EMTh) | (ΟΒΑ) (OVA)    | (ΟΒΑ) (OVA)    | (ΟΒΑ) (OVA)    | (ΕΠΟΠ/ΟΒΑ) (EPOP/OVA) | (ΕΠΟΠ/ΟΒΑ) (EPOP/OVA) | pas d'équivalent | pas d'équivalent | pas d'équivalent | pas d'équivalent | pas d'équivalent | pas d'équivalent |                   |                   |                         |                         | pas d'équivalent | pas d'équivalent | pas d'équivalent | pas d'équivalent | pas d'équivalent | pas d'équivalent |                                                             |                                   |
| Grèce (Professionnel) (modifier) | Ανθυπασπιστής Anthypaspistis                            | Ανθυπασπιστής Anthypaspistis                            | Ανθυπασπιστής Anthypaspistis                            | Ανθυπασπιστής Anthypaspistis                            | Ανθυπασπιστής Anthypaspistis                            | Ανθυπασπιστής Anthypaspistis                            | Αρχιλοχίας Archilochias | Αρχιλοχίας Archilochias | Επιλοχίας Epilochias   | Επιλοχίας Epilochias   | Λοχίας Lochias         | Λοχίας Lochias | Λοχίας Lochias | Λοχίας Lochias | Λοχίας Lochias        | Λοχίας Lochias        | pas d'équivalent | pas d'équivalent | pas d'équivalent | pas d'équivalent | pas d'équivalent | pas d'équivalent | Δεκανέας Dekaneas | Δεκανέας Dekaneas | Υποδεκανέας Ypodekaneas | Υποδεκανέας Ypodekaneas | pas d'équivalent | pas d'équivalent | pas d'équivalent | pas d'équivalent | pas d'équivalent | pas d'équivalent | Στρατιώτης Stratiotis                                       | Στρατιώτης Stratiotis             |
| Grèce (Conscrit) (modifier)      |                                                         |                                                         |                                                         |                                                         |                                                         |                                                         | pas d'équivalent        | pas d'équivalent        | pas d'équivalent       | pas d'équivalent       |                        |                |                |                |                       |                       | pas d'équivalent | pas d'équivalent | pas d'équivalent | pas d'équivalent | pas d'équivalent | pas d'équivalent |                   |                   |                         |                         | pas d'équivalent | pas d'équivalent | pas d'équivalent | pas d'équivalent | pas d'équivalent | pas d'équivalent |                                                             | pas d'insigne                     |
| Grèce (Conscrit) (modifier)      | Δόκιμος Έφεδρος Αξιωματικός Dokimos Efedros Axiomatikos | Δόκιμος Έφεδρος Αξιωματικός Dokimos Efedros Axiomatikos | Δόκιμος Έφεδρος Αξιωματικός Dokimos Efedros Axiomatikos | Δόκιμος Έφεδρος Αξιωματικός Dokimos Efedros Axiomatikos | Δόκιμος Έφεδρος Αξιωματικός Dokimos Efedros Axiomatikos | Δόκιμος Έφεδρος Αξιωματικός Dokimos Efedros Axiomatikos | pas d'équivalent        | pas d'équivalent        | pas d'équivalent       | pas d'équivalent       | Λοχίας Lochias         | Λοχίας Lochias | Λοχίας Lochias | Λοχίας Lochias | Λοχίας Lochias        | Λοχίας Lochias        | pas d'équivalent | pas d'équivalent | pas d'équivalent | pas d'équivalent | pas d'équivalent | pas d'équivalent | Δεκανέας Dekaneas | Δεκανέας Dekaneas | Υποδεκανέας Ypodekaneas | Υποδεκανέας Ypodekaneas | pas d'équivalent | pas d'équivalent | pas d'équivalent | pas d'équivalent | pas d'équivalent | pas d'équivalent | Υποψήφιος Έφεδρος Βαθμοφόρος Ypopsifios Efedros Bathmoforos | Στρατιώτης Stratiotis             |

## Marine(Grec:Polemikó Naftikó- Πολεμικό Ναυτικό)

### Officiers de la Marine grecque
| Code OTAN        | OF-10            | OF-9      | OF-8          | OF-7         | OF-6            | OF-5       | OF-4           | OF-3       | OF-2          | OF-1              | OF-1        | OF(D)            | Élève-officier   |
| ---------------- | ---------------- | --------- | ------------- | ------------ | --------------- | ---------- | -------------- | ---------- | ------------- | ----------------- | ----------- | ---------------- | ---------------- |
| Grèce (modifier) | pas d'équivalent |           |               |              |                 |            |                |            |               |                   |             | pas d'équivalent | pas d'équivalent |
| Grèce (modifier) | pas d'équivalent | Ναύαρχος  | Αντιναύαρχος  | Υποναύαρχος  | Αρχιπλοίαρχος   | Πλοίαρχος  | Αντιπλοίαρχος  | Πλωτάρχης  | Υποπλοίαρχος  | Ανθυποπλοίαρχος   | Σημαιοφόρος | pas d'équivalent | pas d'équivalent |
| Grèce (modifier) | pas d'équivalent | Navarchos | Antinavarchos | Yponavarchos | Archiploiarchos | Ploiarchos | Antiploiarchos | Plotarchis | Ypoploiarchos | Anthypoploiarchos | Simaioforos | pas d'équivalent | pas d'équivalent |

### Sous-officiers et marins  de la Marine grecque
| Code OTAN                        | OR-9                                                                | OR-9                                                                | OR-9                                                                | OR-9                                                                | OR-9                                                                | OR-9                                                                | OR-8                         | OR-8                         | OR-7                      | OR-7                      | OR-6                      | OR-6                      | OR-6                      | OR-6                      | OR-6                      | OR-6                | OR-5             | OR-5             | OR-5             | OR-4          | OR-4          | OR-3             | OR-3             | OR-2             | OR-2             | OR-1          | OR-1          | OR-1          |
| -------------------------------- | ------------------------------------------------------------------- | ------------------------------------------------------------------- | ------------------------------------------------------------------- | ------------------------------------------------------------------- | ------------------------------------------------------------------- | ------------------------------------------------------------------- | ---------------------------- | ---------------------------- | ------------------------- | ------------------------- | ------------------------- | ------------------------- | ------------------------- | ------------------------- | ------------------------- | ------------------- | ---------------- | ---------------- | ---------------- | ------------- | ------------- | ---------------- | ---------------- | ---------------- | ---------------- | ------------- | ------------- | ------------- |
| Grèce (Professionnel) (modifier) |                                                                     |                                                                     |                                                                     |                                                                     |                                                                     |                                                                     |                              |                              |                           |                           |                           |                           |                           |                           |                           |                     | pas d'équivalent | pas d'équivalent | pas d'équivalent |               |               | pas d'équivalent | pas d'équivalent | pas d'équivalent | pas d'équivalent |               |               |               |
| Grèce (Professionnel) (modifier) | (ΣΜΥΝ) (SMYN)                                                       | (ΕΠΟΠ-ΕΜΘ) (EPOP-EMTh)                                              | (ΣΜΥΝ) (SMYN)                                                       | (ΕΠΟΠ-ΕΜΘ) (EPOP-EMTh)                                              | (ΣΜΥΝ) (SMYN)                                                       | (ΣΜΥΝ) (SMYN)                                                       | (ΕΜΘ) (EMTh)                 | (ΕΜΘ) (EMTh)                 | (ΕΠΟΠ) (EPOP)             | (ΕΠΟΠ) (EPOP)             | (ΕΠΟΠ) (EPOP) homme femme | (ΕΠΟΠ) (EPOP) homme femme | (ΕΠΟΠ) (EPOP) homme femme | (ΕΠΟΠ) (EPOP) homme femme | (ΕΠΟΠ) (EPOP) homme femme |                     | pas d'équivalent | pas d'équivalent | pas d'équivalent |               |               | pas d'équivalent | pas d'équivalent | pas d'équivalent | pas d'équivalent |               |               |               |
| Grèce (Professionnel) (modifier) | Ανθυπασπιστής Anthypaspistis                                        | Ανθυπασπιστής Anthypaspistis                                        | Ανθυπασπιστής Anthypaspistis                                        | Ανθυπασπιστής Anthypaspistis                                        | Ανθυπασπιστής Anthypaspistis                                        | Ανθυπασπιστής Anthypaspistis                                        | Αρχικελευστής Archikelefstis | Αρχικελευστής Archikelefstis | Επικελευστής Epikelefstis | Επικελευστής Epikelefstis | Κελευστής Kelefstis       | Κελευστής Kelefstis       | Κελευστής Kelefstis       | Κελευστής Kelefstis       | Κελευστής Kelefstis       | Κελευστής Kelefstis | pas d'équivalent | pas d'équivalent | pas d'équivalent | Δίοπος Diopos | Δίοπος Diopos | pas d'équivalent | pas d'équivalent | pas d'équivalent | pas d'équivalent | Ναύτης Naftis | Ναύτης Naftis | Ναύτης Naftis |
| Grèce (Conscripts) (modifier)    |                                                                     |                                                                     |                                                                     |                                                                     |                                                                     |                                                                     | pas d'équivalent             | pas d'équivalent             | pas d'équivalent          | pas d'équivalent          |                           |                           |                           |                           |                           |                     | pas d'équivalent | pas d'équivalent | pas d'équivalent |               |               | pas d'équivalent | pas d'équivalent | pas d'équivalent | pas d'équivalent |               |               |               |
| Grèce (Conscripts) (modifier)    | Σημαιοφόρος Επίκουρος Αξιωματικός Simaioforos Epikouros Axiomatikos | Σημαιοφόρος Επίκουρος Αξιωματικός Simaioforos Epikouros Axiomatikos | Σημαιοφόρος Επίκουρος Αξιωματικός Simaioforos Epikouros Axiomatikos | Σημαιοφόρος Επίκουρος Αξιωματικός Simaioforos Epikouros Axiomatikos | Σημαιοφόρος Επίκουρος Αξιωματικός Simaioforos Epikouros Axiomatikos | Σημαιοφόρος Επίκουρος Αξιωματικός Simaioforos Epikouros Axiomatikos | pas d'équivalent             | pas d'équivalent             | pas d'équivalent          | pas d'équivalent          | Κελευστής Kelefstis       | Κελευστής Kelefstis       | Κελευστής Kelefstis       | Κελευστής Kelefstis       | Κελευστής Kelefstis       | Κελευστής Kelefstis | pas d'équivalent | pas d'équivalent | pas d'équivalent | Δίοπος Diopos | Δίοπος Diopos | pas d'équivalent | pas d'équivalent | pas d'équivalent | pas d'équivalent | Ναύτης Naftis | Ναύτης Naftis | Ναύτης Naftis |

## Armée de l'air(Grec:Polemikí Aeroporía- Πολεμική Αεροπορία)

### Officiers de l'Armée de l'air grecque
| Code OTAN        | OF-10            | OF-9       | OF-8           | OF-7          | OF-6       | OF-5       | OF-4           | OF-3        | OF-2     | OF-1        | OF-1            | OF(D)            | Élève-officier   |
| ---------------- | ---------------- | ---------- | -------------- | ------------- | ---------- | ---------- | -------------- | ----------- | -------- | ----------- | --------------- | ---------------- | ---------------- |
| Grèce (modifier) | pas d'équivalent |            |                |               |            |            |                |             |          |             |                 | pas d'équivalent | pas d'équivalent |
| Grèce (modifier) | pas d'équivalent | Πτέραρχος  | Αντιπτέραρχος  | Υποπτέραρχος  | Ταξίαρχος  | Σμήναρχος  | Αντισμήναρχος  | Επισμηναγός | Σμηναγός | Υποσμηναγός | Ανθυποσμηναγός  | pas d'équivalent | pas d'équivalent |
| Grèce (modifier) | pas d'équivalent | Pterarchos | Antipterarchos | Ypopterarchos | Taxiarchos | Sminarchos | Antisminarchos | Episminagos | Sminagos | Yposminagos | Anthyposminagos | pas d'équivalent | pas d'équivalent |

### Sous-officiers et hommes du rang de l'Armée de l'air grecque
| Code OTAN                         | OR-9                         | OR-9                           | OR-9                         | OR-9                         | OR-9                         | OR-9                         | OR-8                     | OR-8                     | OR-7                   | OR-7                   | OR-6             | OR-6             | OR-6             | OR-6             | OR-6             | OR-6             | OR-5                              | OR-5                              | OR-5                              | OR-5                              | OR-5                              | OR-5                              | OR-4                  | OR-4                  | OR-3             | OR-3             | OR-2             | OR-2             | OR-2             | OR-2             | OR-2             | OR-2             | OR-1              |
| --------------------------------- | ---------------------------- | ------------------------------ | ---------------------------- | ---------------------------- | ---------------------------- | ---------------------------- | ------------------------ | ------------------------ | ---------------------- | ---------------------- | ---------------- | ---------------- | ---------------- | ---------------- | ---------------- | ---------------- | --------------------------------- | --------------------------------- | --------------------------------- | --------------------------------- | --------------------------------- | --------------------------------- | --------------------- | --------------------- | ---------------- | ---------------- | ---------------- | ---------------- | ---------------- | ---------------- | ---------------- | ---------------- | ----------------- |
| Grèce (Professionnels) (modifier) |                              |                                |                              |                              |                              |                              |                          |                          |                        |                        |                  |                  |                  |                  |                  |                  | pas d'équivalent                  | pas d'équivalent                  | pas d'équivalent                  | pas d'équivalent                  | pas d'équivalent                  | pas d'équivalent                  |                       |                       | pas d'équivalent | pas d'équivalent | pas d'équivalent | pas d'équivalent | pas d'équivalent | pas d'équivalent | pas d'équivalent | pas d'équivalent |                   |
| Grèce (Professionnels) (modifier) | (ΣΜΥ) (SMY)                  | (ΜΕΕ-ΕΠΟΠ-ΕΜΘ) (MEE-EPOP-EMTh) | (ΣΜΥ) (SMY)                  | (ΕΠΟΠ-ΕΜΘ) (EPOP-EMTh)       | (ΣΜΥ) (SMY)                  | (ΣΜΥ) (SMY)                  | (ΣΜΥ) (SMY)              | (ΕΠΟΠ-ΕΜΘ) (EPOP-EMTh)   | (ΕΠΟΠ-ΕΜΘ) (EPOP-EMTh) | (ΕΠΟΠ-ΕΜΘ) (EPOP-EMTh) | (ΕΠΟΠ) (EPOP)    | (ΕΠΟΠ) (EPOP)    | (ΕΠΟΠ) (EPOP)    |                  |                  |                  | pas d'équivalent                  | pas d'équivalent                  | pas d'équivalent                  | pas d'équivalent                  | pas d'équivalent                  | pas d'équivalent                  |                       |                       | pas d'équivalent | pas d'équivalent | pas d'équivalent | pas d'équivalent | pas d'équivalent | pas d'équivalent | pas d'équivalent | pas d'équivalent |                   |
| Grèce (Professionnels) (modifier) | Ανθυπασπιστής Anthypaspistis | Ανθυπασπιστής Anthypaspistis   | Ανθυπασπιστής Anthypaspistis | Ανθυπασπιστής Anthypaspistis | Ανθυπασπιστής Anthypaspistis | Ανθυπασπιστής Anthypaspistis | Αρχισμηνίας Archisminias | Αρχισμηνίας Archisminias | Επισμηνίας Episminias  | Επισμηνίας Episminias  | Σμηνίας Sminias  | Σμηνίας Sminias  | Σμηνίας Sminias  | Σμηνίας Sminias  | Σμηνίας Sminias  | Σμηνίας Sminias  | pas d'équivalent                  | pas d'équivalent                  | pas d'équivalent                  | pas d'équivalent                  | pas d'équivalent                  | pas d'équivalent                  | Υποσμηνίας Yposminias | Υποσμηνίας Yposminias | pas d'équivalent | pas d'équivalent | pas d'équivalent | pas d'équivalent | pas d'équivalent | pas d'équivalent | pas d'équivalent | pas d'équivalent | Σμηνίτης Sminitis |
| Grèce (Conscripts) (modifier)     | pas d'équivalent             | pas d'équivalent               | pas d'équivalent             | pas d'équivalent             | pas d'équivalent             | pas d'équivalent             | pas d'équivalent         | pas d'équivalent         | pas d'équivalent       | pas d'équivalent       | pas d'équivalent | pas d'équivalent | pas d'équivalent | pas d'équivalent | pas d'équivalent | pas d'équivalent |                                   |                                   |                                   |                                   |                                   |                                   | pas d'équivalent      | pas d'équivalent      | pas d'équivalent | pas d'équivalent | pas d'équivalent | pas d'équivalent | pas d'équivalent | pas d'équivalent | pas d'équivalent | pas d'équivalent | pas d'insigne     |
| Grèce (Conscripts) (modifier)     | pas d'équivalent             | pas d'équivalent               | pas d'équivalent             | pas d'équivalent             | pas d'équivalent             | pas d'équivalent             | pas d'équivalent         | pas d'équivalent         | pas d'équivalent       | pas d'équivalent       | pas d'équivalent | pas d'équivalent | pas d'équivalent | pas d'équivalent | pas d'équivalent | pas d'équivalent | Κληρωτός Σμηνίας Klirotos Sminias | Κληρωτός Σμηνίας Klirotos Sminias | Κληρωτός Σμηνίας Klirotos Sminias | Κληρωτός Σμηνίας Klirotos Sminias | Κληρωτός Σμηνίας Klirotos Sminias | Κληρωτός Σμηνίας Klirotos Sminias | pas d'équivalent      | pas d'équivalent      | pas d'équivalent | pas d'équivalent | pas d'équivalent | pas d'équivalent | pas d'équivalent | pas d'équivalent | pas d'équivalent | pas d'équivalent | Σμηνίτης Sminitis |

1. ↑  La Grèce a un seul niveau du grade de Warrant Officer. Suivant les règlements (2010) du STANAG 2116, les Warrant Officers grecs sont inclus dans l'OR-9, toutefois ils bénéficient des privilèges des officiers. Voir STANAG 2116 note 30.
2. ↑  La Grèce a seulement un niveau de Warrant Officer. Selon l'édition actuelle (2010) du STANAG 2116, les Warrant Officer grecs sont considérés comme OR-9, mais ils bénéficient des privilèges d'un officier. Voir STANAG 2116 note 16.
3. ↑  Les Warrant Officer sont inclus dans l'OR-9, toutefois, ils bénéficient des privilèges des officiers, voir STANAG 2116 note 14.